# Pierre-Joseph Leblan
Pierre-Joseph Leblan, né à Soignies dans le comté de Hainaut le 15 juillet 1711 et décédé à Gand dans le comté de Flandre le 25 mai 1765, est un compositeur des Pays-Bas autrichiens.

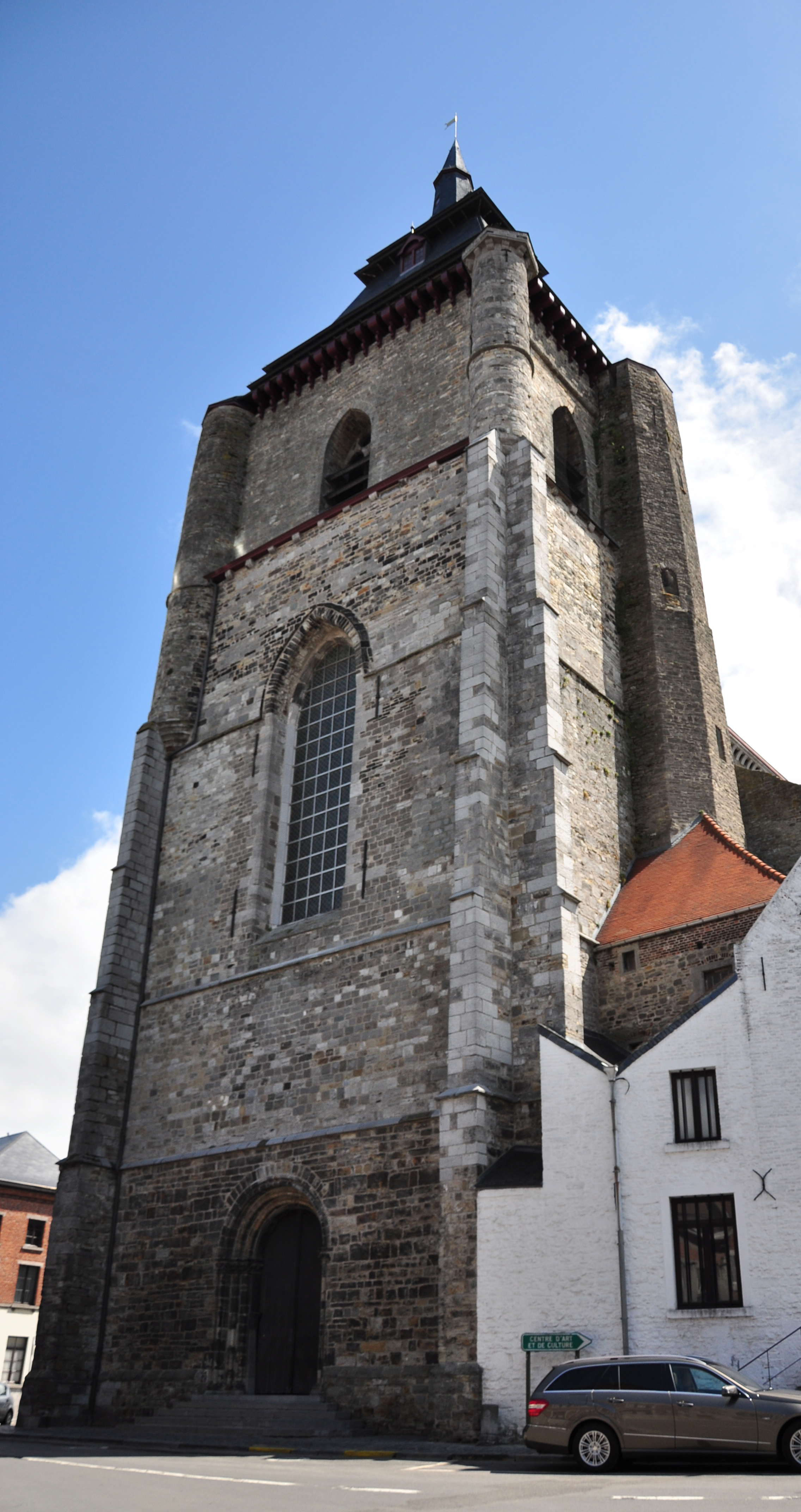
Carillonneur de Soignies de 1729 à 1743

## Biographie
Pierre-Joseph Leblan devient le carillonneur de Soignies à l'âge de 18 ans et occupera ce poste pendant quatorze ans. En 1743, il part pour Furnes en qualité de carillonneur et d'horloger de la ville. L'année suivante, il part pour Gand assumer l'emploi de carillonneur, puis d'horloger de la ville en 1751. Très renommé, il est souvent consulté à Bruges et Dunkerque. Il aurait inventé un instrument de type glockenspiel (peut-être un carillon d'orchestre), et est l'auteur de plusieurs pièces pour clavecin.

## Compositions
- Livre de clavecin (Ghent/Gand, 1752) comprenant six suites.